# Côte d’azur (Radsport)

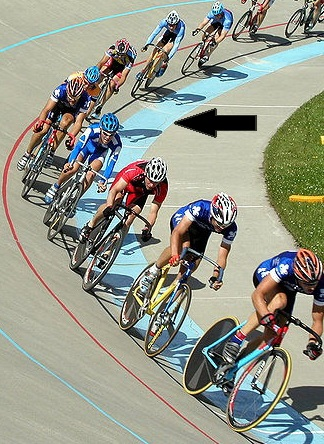
Offene Radrennbahn mit Côte d’azur

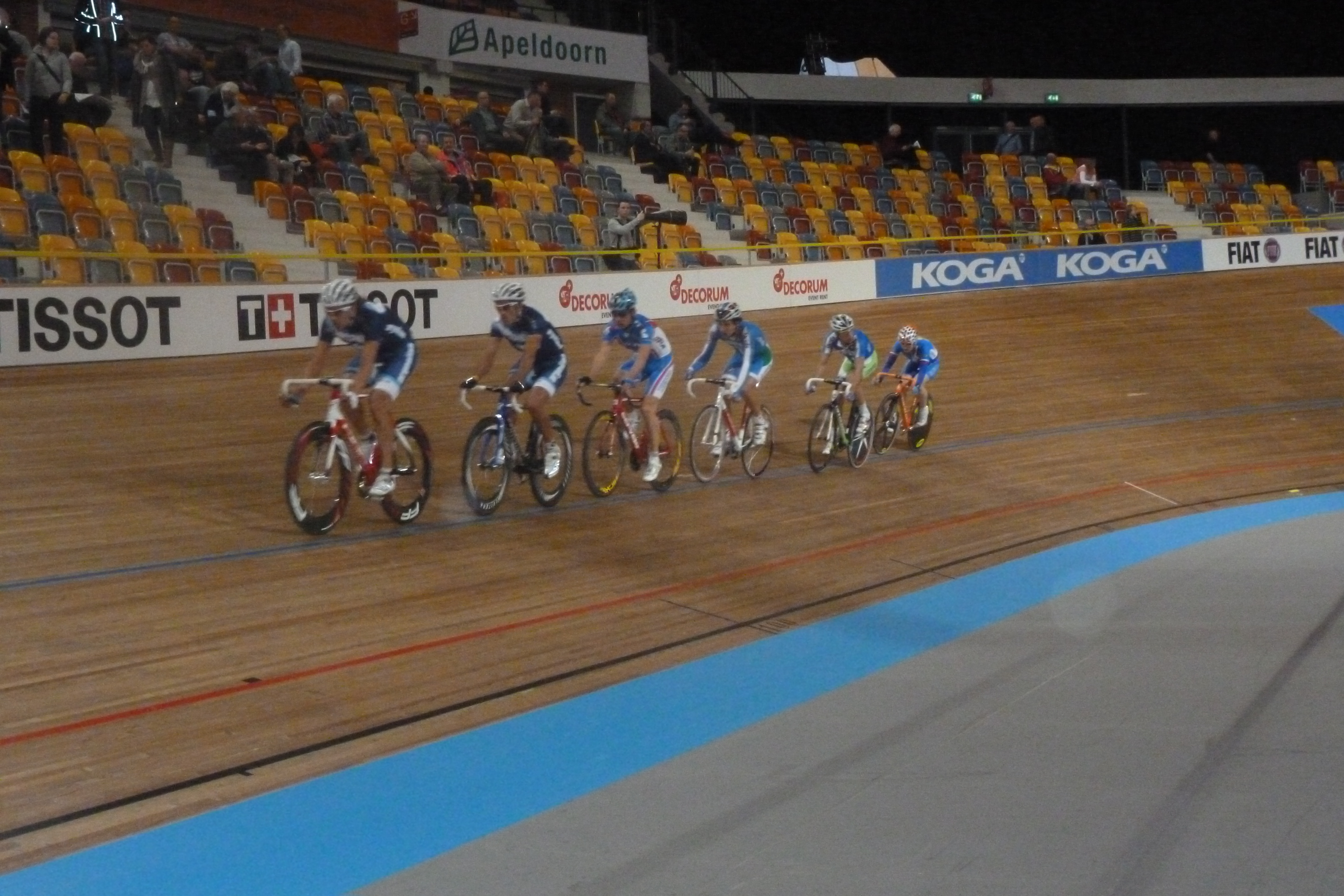
Côte d’azur im Omnisport in Apeldoorn

Als Côte d’azur (englisch auch „blue band“) wird im internationalen Bahnradsport der blaue, untere Streifen auf einer Radrennbahn bezeichnet.

## Beschreibung
Die „Côte d’azur“ ist der untere Streifen einer Radrennbahn, der als Anfahr- und Ausrollbereich genutzt wird (im Bild mit einem Pfeil gekennzeichnet). Die Breite des Streifens muss mindestens zehn Prozent der Bahnbreite betragen. Er ist hellblau gefärbt und grenzt an die waagerechte Sicherheitszone, die die Bahn vom Innenraum trennt. Diese Zone ist bei Hallenbahnen für offizielle internationale Rennen häufig mit einem Spezialteppich ausgelegt, damit der Sturz gebremst und die Verletzungsgefahr verringert wird.
Bei Zeitfahrwettbewerben (1000-m-/500-m-Zeitfahren, Teamsprint, Einerverfolgung, Mannschaftsverfolgung, Stundenweltrekord, 200-m-Qualifikation im Sprint, 250-m-Omnium-Zeitfahren) darf dieser Streifen nicht befahren werden. Um dies zu verhindern, werden Schwämme in den Kurven auf der „Côte d’azur“ ausgelegt, die die Geschwindigkeit beim Überfahren bremsen.